# Estado Soberano Sede Imperial
El Estado Soberano Sede Imperial o Imperio Románov —antes de 2014 llamado Imperio ruso— es una micronación autoproclamada no reconocida por ningún Estado soberano, fundado por el destacado empresario y político ruso, Antón Bakov, presidente del Partido Monárquico de Rusia. Afirma la herencia de las tierras que habían pertenecido al originario Imperio ruso, tras haber sido descubiertos por marineros rusos, pero más tarde abandonados con la caída del Imperio resultado de la Revolución rusa. 
Los terrenos incluyen el atolón Suwarrow en el océano Pacífico, la Antártida y otros 15 lugares. En 2014 el Imperio ruso cambió oficialmente su nombre a Estado Soberano Sede Imperial, encabezado por el legítimo heredero de familia real Romanov, el proclamado emperador Nicolás III.

## Historia
La fecha de la proclamación del Imperio ruso es el 20 de julio de 2011. Los primeros anuncios para reclamar el atolón Suwarrow se hicieron en ese momento. La constitución del Imperio ruso, es una monarquía constitucional federal y sucesor del Imperio histórico fundado por Pedro I. En aquel momento, Bakov se autonombró primer ministro, mientras que el trono del monarca permaneció vacante.
El Imperio de inmediato comenzó a emitir sus propios pasaportes, y en 2014 se afirmó que había dado unos 4000 pasaportes a sus ciudadanos.
En 2012 Bakov, creador y registrante del Partido Monárquico, que en otoño de 2013 participó en las elecciones para alcalde de Ekaterimburgo, con su hija Anastassia Bakov como candidata. El objetivo del partido es devolver la monarquía a Rusia en conformidad con las leyes. En junio de 2013, el partido anunció su candidato al trono de Rusia: quien proclamó como el heredero del príncipe alemán Karl Emich de Leiningen, que desciende de la dinastía Románov. Se anunció que se había convertido del luteranismo al cristianismo ortodoxo, junto con su esposa, y por lo tanto, de acuerdo con las Leyes Fundamentales del Imperio ruso prerevolucionario, se convirtió en sucesor, aceptando el nombre ortodoxo «Nikolai Kiríllovich» y el de su esposa por «Ekaterina Feodorovna».
Mientras tanto, en julio de 2013, Bakov concedió la ciudadanía del Imperio ruso a Edward Snowden, cuyo pasaporte estadounidense fue cancelado y que fue bloqueado en Moscú en el Aeropuerto Sheremétievo en busca de asilo. Bakov envió un pasaporte ruso imperial para él, y más tarde dijo Snowden que había aceptado la ciudadanía.

### 2014, la transformación

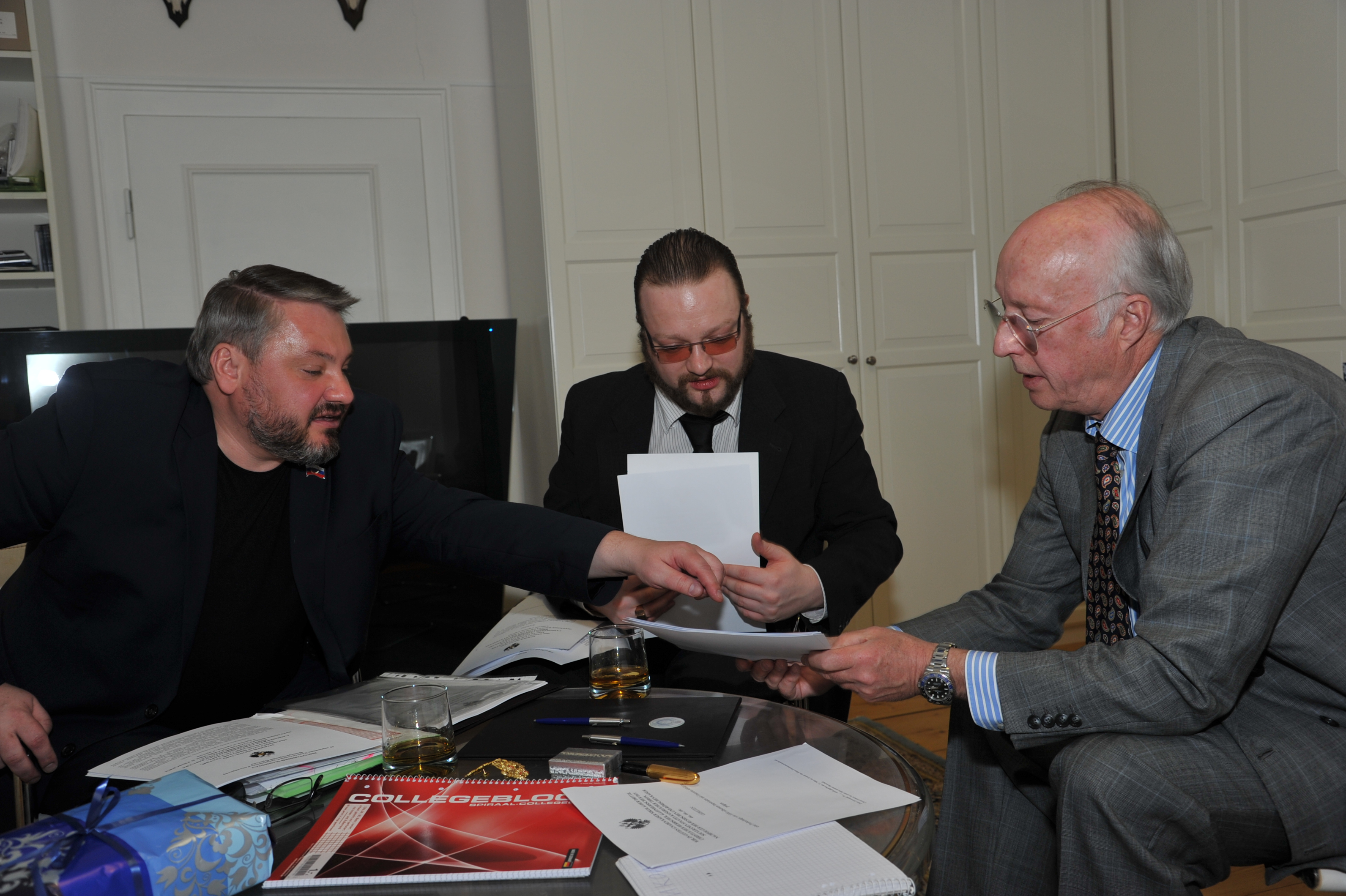
Anton Bakov con Karl Emich

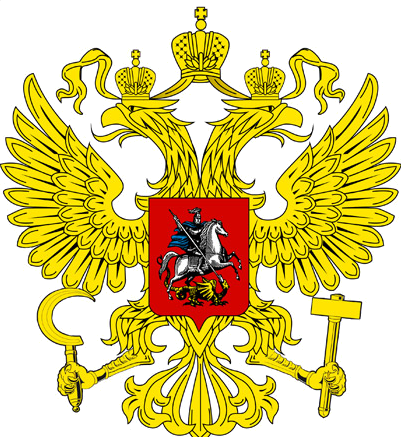
El escudo inicial

Crismón

A principios de 2014, Bakov anunció que ve el trono de Rusia —Sede— desde el punto de derecho internacional como sujeto de la soberanía del Estado, independientemente de cualquier otro atributo, en referencia a los análogos con la Santa Sede. Destacó que Karl Emich, después de aceptar el cristianismo ortodoxo, tiene derecho a tomar esto de acuerdo con las Leyes Fundamentales del Imperio Ruso prerevolucionario. Bakov le propuso al príncipe aceptar el trono para formar un nuevo Estado independiente y que se incorporen proyectos de promoción de Bakov como el Partido Monárquico, el estado virtual de Imperio ruso, el Fondo de Palacio y varios otros. En abril de 2014, Bakov y Karl Emich aparecieron en un informe periódico textual y fotográfico donde el príncipe declaró que aceptó las propuestas y el título de zar Nicolás III —sucesor de Nicolás II—. Luego Bakov pasó de ser el primer ministro del Imperio a archicanciller de la Sede. En el informe, Bakov enfatizó que Karl Emich ha sido un empresario desde hace mucho tiempo, pero a partir de ahora, toda la actividad no relacionada al Trono está deshabilitada para él. El informe contenía un «Manifiesto de la concesión de la Constitución para el Estado», firmado por Nicolás III, proclamando la formación del «Soberano Imperial», dirigido a la consolidación de todas las personas del mundo dedicados a la monarquía cristiana. La Sede en los documentos es vista como legado a la primera vez que el trono imperial fue cristiano, siendo este el romano, con Constantino el Grande como primer emperador, pasado por el Imperio bizantino al Imperio ruso y la Cámara de los Romanov a través de procedimientos religiosos.

## Símbolos
El escudo de armas del Imperio ruso consistía en un águila bicéfala. La bandera del imperio es la Cruz de San Andrés, que era usada por la Armada de Rusia. El primer buque que navegaba bajo la bandera del Imperio ruso fue el buque Cruz del Sur utilizado por Bakov en la expedición del Pacífico.
Con la transformación en la Sede Imperial, el escudo de armas fue cambiado al águila imperial rusa en negro con el símbolo Crismón en el escudo y sostiene en sus garras el cetro y el orbe, dos de los símbolos más destacados de la monarquía cristiana. Bakov enfatizó que el crismón represente la monarquía cristiana en el Imperio romano por Constantino el Grande, quien vio el símbolo en el cielo antes de la batalla del Puente Milvio en el año 312 a. C.

## Geografía
Hay 17 tierras e islas descubiertas por marineros rusos propiedad del histórico Imperio ruso y reclamados en propiedad, que incluyen:
1. Atolón Suwarrow, descubierto por Mijaíl Lázarev;
2. Antártida descubierto por Lázarev y Bellingshausen;
3. Atolón Bellinghausen, descubierto por Kotzebue;
4. Atolón Escholtz descubierto por Kotzebue;
5. Isla Vostok, descubierto por Bellingshausen;
6. Toke, descubierto por Kotzebue;
7. Atolón Tuanake, descubierto por Bellingshausen;
8. Atolón Hiti, descubierto por Bellingshausen;
9. Erikub, descubierto por Kotzebue;
10. Isla Norte Borodino descubierto por Zajar Panafidin;
11. Isla del sur de Borodino descubierto por Panafidin;
12. Isla Visokoi, descubierto por Bellingshausen;
13. Isla Zavadovskiy, descubierto por Bellingshausen;
14. Isla Leskov, descubierto por Bellingshausen;
15. Isla Lisianski, descubierto por Krusenstern;
16. Isla Panafidin, descubierto por Panafidin;
17. Isla Pedro I, descubierta por Bellingshausen.

### Propuesta de palacio imperial y nuevas conversaciones
Después de ser nombrado emperador Nicolás III, este escribió una carta a Vladímir Putin solicitando terrenos en Ekaterimburgo para establecer una capital con su propio senado imperial. La solicitud fue denegada.
En 2014, Bakov anunció que había comprado un terreno de 96 hectáreas en Nikšić, Montenegro, para construir un palacio imperial junto con un centro cultural ruso y un monasterio ortodoxo. También a principios de 2015, los representantes del Trono Imperial afirmaron estar en conversaciones con las autoridades de la vecina Macedonia del Norte y Albania sobre una posible colaboración y reconocimiento futuro del Estado. Bakov sostuvo una reunión con el primer ministro de Macedonia, Nikola Gruevski. Más tarde hubo conversaciones con el presidente de Gambia, Yahya Jammeh, en la 70.ª sesión de la Asamblea General de la ONU. Además, se mantuvieron conversaciones con el clero ortodoxo oriental de Macedonia y Montenegro: Bakov discutió la creación de iglesias asociadas con el Trono Imperial y propuso la canonización del gobernante ruso Iván III y su esposa Sophia Palaiologina, que desempeñaron un papel importante para llevar la monarquía cristiana a Rusia. También tuvieron lugar conversaciones con Gaston Browne, primer ministro de Antigua y Barbuda.

### Desarrollos en Kiribati
En mayo de 2016 se mantuvieron conversaciones con el Gobierno de Kiribati. Más adelante en 2016 se continuaron las conversaciones y a principios de 2017 Radio Nueva Zelanda anunció que el Gobierno de Kiribati había acordado asignar tres islas deshabitadas en sus islas de la Línea: isla Malden —para la capital—, isla Caroline e isla Starbuck. Esto puede indicar el reconocimiento futuro del Estado y la transformación de la micronación a una nación soberana. Las actualizaciones posteriores aclararon que hay planes para una inyección inmediata de 120 millones de dólares en la economía de Kiribati, a lo que seguirán inversiones por 230 millones de dólares en la construcción de infraestructura en la isla de Malden con hoteles, fábricas de pescado y más. Según Bakov, se espera que «un gran número de patriotas rusos que no están contentos con el régimen de Putin» lleguen cuando se completen las construcciones iniciales. A partir de estos tiempos, el proyecto ha sido calificado bajo el nuevo nombre principal de Imperio Romanov.

### Desarrollos en Gambia
Bakov ha estado en conversaciones similares con Gambia desde 2012. En diciembre de 2017, anunció que la declaración de asociación propuesta finalmente se firmó y las nuevas autoridades de Gambia, encabezadas por Adama Barrow, reconocieron al Imperio Romanov. Las compañías de desarrollo de tierras de Bakov ahora planean crear islas artificiales en las cercanías de la capital de Gambia, Banjul, para establecer territorio para el Imperio. Los trabajos de diseño y las conversaciones de seis años tomaron 6 millones de dólares, y luego las conversaciones sobre reconocimiento con otros cinco países no revelados. Además, Bakov propuso que los atletas olímpicos rusos, a quienes se les negó la asistencia a los Juegos Olímpicos de Invierno 2018, competir bajo la bandera del Imperio Romanov.